# جشنيان (باغستان)
جشنيان (بالفارسية: جشنیان) هي قرية تقع في إيران في Baghestan Rural District. يقدر عدد سكانها بـ 988 نسمة بحسب إحصاء 2016.